# Ezzolied
Das Ezzolied steht am Beginn der frühmittelhochdeutschen Literatur. Mit ihm setzt nach etwa 100 Jahren, aus denen uns nur lateinische Texte erhalten sind, die Überlieferung deutschsprachiger Dichtung wieder ein. Als volkssprachliche „Cantilena de miraculis Christi“, also als „Lied über die Wunder Christi“ enthält es eine konzentrierte Wiedergabe der christlichen Heilsgeschichte in Reimform und wurde wahrscheinlich in der Straßburger Fassung (Straßburger Hymnus) auf einer Pilgerreise des Bischofs Gunther von Bamberg nach Jerusalem in den Jahren 1064/65 gesungen.
Es ist in zwei Fassungen, der Straßburger und der Vorauer, überliefert, wobei die längere Vorauer Fassung in einer vorangestellten Eingangsstrophe den Geistlichen Ezzo als Dichter sowie den Komponisten Wille (möglicherweise der spätere Abt des Klosters Michelsberg, 1082–1085) und den Auftraggeber Bischof Gunther von Bamberg nennt. Die von 1057 bis 1065 belegte Amtszeit des Letzteren und vor allem die oben genannte Pilgerreise 1064/65 lassen darauf schließen, dass das „Ezzolied“ um 1060 in Bamberg entstanden ist.

## Entstehung
Die Forschung hat verschiedenste Theorien zur Entstehung des Ezzoliedes. Sehr weit verbreitet ist die Meinung, dass der Straßburger Hymnus auf der Pilgerfahrt Gunthers von Bamberg nach Jerusalem 1064/65 gesungen wurde. Ob es aber explizit für diese Reise bestimmt war oder doch zu einem anderen Anlass verfasst wurde, ist fraglich. So gibt es auch die Theorie, dass es als Festkantate anlässlich einer Reform des Domkapitels entstand. Auch die Einweihung des regulierten Kollegiatstiftes St. Gangolf in Bamberg 1063 könnte Anlass für eine derartige Festhymne gewesen sein.

## Überlieferung und Inhalt
Wie eingangs erwähnt, liegt uns das Ezzolied heute in Form von zwei Handschriften vor, die in Länge und Inhalt zum Teil stark variieren. Auch wird vermutet, dass die längere Vorauer Variante – im Gegensatz zur Straßburger – nie für einen gesanglichen Vortrag konzipiert gewesen sei.
Um eine Beschreibung zu erleichtern werden im Folgenden die gängigen Abkürzungen (S = Straßburg, V = Vorau) und Strophennummerierungen (römische Ziffern bei S und lateinische bei V) verwendet.

### Straßburger Überlieferung (S) – Straßburger Hymnus
S wird als die ältere der beiden Überlieferungen mit Ende des 11. oder Anfang des 12. Jahrhunderts datiert. Sie besteht aus 7 Strophen – 2 achtzeiligen und 5 zwölfzeiligen – und dürfte wohl unvollständig sein.
Die beiden gleich gebauten Strophen S I und II sind Prologstrophen: S I wendet sich an die Adressaten, nämlich herron (fmhd. für Fürsten, Adelige ...) (vgl. V2 allen) und gibt Thema und Quellen für S III-S VII an. S II liest sich wie ein Gebetsanruf an Christus, besonders das Licht Gottes wird betont. Leitbegriffe der Prologstrophen scheinen eron (fmhd. für Ruhm, Verehrung, Ehrerbietung) und gnadon (fmhd. für Gnade, Segen, Vergebung ...) zu sein, während in den vergleichbaren Strophen der Vorauer Fassung von troste (fmhd. für Trost) und genade (fmhd. für Gnade, Segen, Vergebung ...) die Rede ist.
Anschließend werden die Erschaffung des Menschen (S IV), der Sündenfall (S V) und die darauffolgende Sündennacht mit den ihr Ende ankündigenden Sternen (S VI) beschrieben. Mit S VII, den Verheißungen und Lehren der Patriarchen Abel, Henoch, Noach, Abraham, David, bricht die Straßburger Überlieferung unvermittelt ab. Bezugnehmend auf das in S I angegebene Programm wird jedoch vermutet, dass nur eine oder zwei Strophen fehlen. Fügt man der Straßburger Fassung die Strophe 13 der Vorauer Fassung an, sind alle Programmpunkte erfüllt.

### Vorauer Überlieferung (V) – Vorauer Reimpredigt
V entstand etwa im 1. Drittel des 12. Jahrhunderts. Wahrscheinlich diente der Straßburger Hymnus als Vorlage und wurde durch einen unbekannten Bearbeiter zur Vorauer Reimpredigt ausgebaut. Einige Forscher vermuten, dass der Anteil des Bearbeiters an V größer ist als der Ezzos selbst.
V umfasst insgesamt 34 Abschnitte unterschiedlicher Länge. Der kürzeste hat lediglich sechs Zeilen während der längste 18 Zeilen aufweist. Die Mehrzahl ist jedoch 12-zeilig.
- V 1 ist die bereits erwähnte Einleitungsstrophe, die Ezzo als Dichter, Wille als Komponisten und Bischof Gunther von Bamberg als Auftraggeber nennt.
- V 2: Alle Strophen aus der Fassung S sind in weiterer Folge zwar in die Fassung V eingearbeitet, jedoch nicht einfach übernommen. Als Beispiel hier die Gegenüberstellung von V 2 und S I: Während sich V 2 an „alle“ wendet und von Trost und Gnade die Rede ist, beschränkt sich S I in ihrer direkten Anrede auf die adeligen Herren und betont Wissen und Ruhm.

| S I                               |                                        |
| --------------------------------- | -------------------------------------- |
| [N]v wil ih iv herron .           | Jetzt will ich euch, Herren (Fürsten), |
| heina war reda vor tuon .         | einen wahren Bericht vortragen         |
| uon dem angenge .                 | vom Anfange (Ursprunge),               |
| uon alem manchunne                | vom ganzen Menschengeschlechte,        |
| uon dem wistoum alse manicualt    | von so mannigfaltigem Wissen,          |
| ter an dien buchin stet gezalt    | das in den Büchern erzählt steht,      |
| uzer genesi unde uzer libro regum | in der Genesis und im Buch der Könige, |
| tirre werlte al ze dien eron .    | zum Ruhm der ganzen Welt.              |

| V 2                                 |                                        |
| ----------------------------------- | -------------------------------------- |
| Ich wil iv eben allen .             | Ich will euch allen sorgfältig         |
| eine uil ware rede uor tuon .       | einen völlig wahren Bericht vortragen  |
| uon dem minem sinne .               | über meine Einsicht                    |
| uon dem rehten anegenge !           | vom wirklichen Anfang (Ursprung),      |
| uon den genaden also manech ualt .  | von den manigfaltigen Gnaden,          |
| di uns uz den bvochen sint gezalt . | die uns in den Büchern erzählt werden, |
| uzzer genesi unt uz libro regum     | in der Genesis und im Buch der Könige, |
| der werlt al ze genaden ;           | als Gnadenerweis für die ganze Welt.   |

- V 3 bis V11: Die Themen und Quellenangabe aus S II wird in V 3 und V 4 etwas abgewandelt, umgestellt und erweitert. V 5 handelt von der Erschaffung des Menschen und ist in Fassung S in dieser Form nicht zu finden. V 6 und V 7 entsprechen wieder weitestgehend S III und S IV. Ein letzter Einschub ist V 8, in der das Paradies ausgemalt wird. V 9 bis V 11 decken sich wieder mit S V bis S VII.

Mit V 12 beginnt der nur in V überlieferte Teil des Ezzoliedes:
- V 12/13: Fortsetzung der Patriarchenreihe mit Johannes dem Täufer und der Krönung: Christi Erscheinen auf Erden bringt Sonne und Tag.
- V 14 bis 25: 12 Strophen (12 galt im Mittelalter als heilige Zahl) über Jesus Christus: Marienlob, Geburt, Leben, Tod, Auferstehung und Wirkung der Heilstat Christi
- V 26 bis V 34: Nach einer kurzen Besinnung auf die großen Propheten des Alten Testaments folgt eine Deutung des Opfertodes Christi und eine Verknüpfung des Alten mit dem Neuen Testament. Die letzte Strophe V 34 preist die Dreifaltigkeit und beendet die Straßburger Reimpredigt mit einem Glaubensbekenntnis.

## Vertonungen
Der Originalton von Wille ist leider nicht erhalten, das Ezzolied wurde aber im 20. Jahrhundert von zwei mitteleuropäischen Komponisten bearbeitet:
Der Schweizer Willy Burkhard komponierte um den frühmittelhochdeutschen Text 1927 eine Motette für einen vier- bis achtstimmigen Chor (op. 19). Dreißig Jahre später 1957 nahm sich der österreichische Komponist Johann Nepomuk David erneut des Stoffes an und schuf ein Oratorium für Soli, Chor und Orchester (op. 51).